# Aprostocetus mahometi
Aprostocetus mahometi är en stekelart som först beskrevs av Girault 1936.  Aprostocetus mahometi ingår i släktet Aprostocetus och familjen finglanssteklar. Inga underarter finns listade i Catalogue of Life.